# Breno Cascardo
Breno Cascardo Lemos (Rio de Janeiro, 25 settembre 2003) è un calciatore brasiliano, centrocampista dello Shabab Al-Ahli.

## Carriera
Breno è entrato a far parte del settore giovanile del Palmeiras nel 2018, all'età di 15 anni. Nell'agosto 2021 è stato prestato all'Ibrachina fino al gennaio successivo.
Tornato al Palmeiras nel gennaio 2022, nel mese di luglio è rimasto svincolato e ad agosto ha firmato un contratto con l'América-MG. Il 30 gennaio 2023 ha rinnovato il contratto fino alla fine del 2025.
Ha esordito in prima squadra il 17 maggio 2023 giocando titolare nella vittoria casalinga per 2-0 contro l'Internacional in Coppa del Brasile. Ha segnato al suo debutto in Série A tre giorni dopo, nel successo casalingo per 2-1 contro il Fortaleza.
A gennaio del 2024 lascia il Brasile per volare negli Emirati Arabi Uniti dove firma un contratto con la squadra dell'Shabab Al-Ahli

## Statistiche

### Presenze e reti nei club
Statistiche aggiornate al 9 aprile 2024.
| Stagione        | Squadra         | Campionato      | Campionato | Campionato | Coppe nazionali | Coppe nazionali | Coppe nazionali | Coppe continentali | Coppe continentali | Coppe continentali | Altre coppe | Altre coppe | Altre coppe | Totale | Totale | Totale |
| Stagione        | Squadra         | Comp            | Pres       | Reti       | Comp            | Pres            | Reti            | Comp               | Pres               | Reti               | Comp        | Pres        | Reti        | Pres   | Reti   |        |
| --------------- | --------------- | --------------- | ---------- | ---------- | --------------- | --------------- | --------------- | ------------------ | ------------------ | ------------------ | ----------- | ----------- | ----------- | ------ | ------ | ------ |
| 2023            | América-MG      | M1/MG+A         | 0+24       | 1          | CB              | 2               | 0               | CS                 | 6                  | 2                  |             | -           | -           | 32     | 3      |        |
| Totale América  | Totale América  | Totale América  | 24         | 1          |                 | 2               | 0               |                    | 6                  | 2                  |             | -           | -           | 32     | 3      |        |
| gen.-lug. 2024  | Shabab Al-Ahli  | PL              | 14         | 1          | CPA+CdL         | 0+0             | 0+0             | ACL                | 0                  | 0                  | SE          | 0           | 0           | 5      | 0      |        |
| Totale carriera | Totale carriera | Totale carriera | 38         | 2          |                 | 2               | 0               |                    | 6                  | 2                  |             | -           | -           | 46     | 4      |        |

## Palmarès
- Supercoppa degli Emirati Arabi Uniti: 1

Shabab Al-Ahli: 2024
- Campionato emiratino: 1

Shabab Al-Ahli: 2024-2025